# Misstress Barbara
Barbara Brown, bedre kendt som Misstress Barbara er en Electronica/Techno-producer og DJ fra Canada.